# Eurytoma padi
Eurytoma padi is een vliesvleugelig insect uit de familie Eurytomidae. De wetenschappelijke naam is voor het eerst geldig gepubliceerd in 1953 door Vereshchagin.